# Argina ocellina
Argina ocellina là một loài bướm đêm thuộc phân họ Arctiinae, họ Erebidae.